# Ina Kersten
Ina Kersten (Hamburg, 1946) és una matemàtica alemanya i antiga presidenta de la Societat Alemanya de Matemàtiques. La seva recerca està centrada en l'àlgebra abstracta incloent-hi la teoria d'extensions de cossos i els grups algebraics. És professora emèrita de la Universitat de Göttingen.
Kersten va néixer a Hamburg, i va obtenir el seu doctorat a la Universitat d'Hamburg l'any 1977. La seva dissertació, p-Algebre über semilokalen Ringen (p-àlgebres en anells semilocals), va ser supervisada per Ernst Witt. Va completar l'habilitació a la Universitat de Ratisbona l'any 1983.
Kersten fou presidenta de la Societat Alemanya de Matemàtiques de 1995 a 1997, convertint-se en la primera dona a encapçalar la societat i, a data de 2020, en l'única presidenta que hi ha hagut. Sota la seva presidència, la societat va fundar la revista Documenta Mathematica.